# Sebastian Denius
Sebastian Denius Nielsen (født 8. juni 1995 i Kjellerup) er en dansk fodboldspiller, der spiller for Skive IK.

## Historie
Denius har en bror og søster, og er opvokset i Hindbjerg, få kilometer øst for Kjellerup. Her begyndte han at spille fodbold i Kjellerup Idrætsforening, hvor hans forældre i mange år havde været frivillige.

### Viborg FF
Allerede som helt ung var Sebastian Denius til prøvetræninger hos Viborg FFs ungdomsafdeling FK Viborg. Herefter skiftede han allerede klub som U13-spiller. Da han blev ældre blev han tilknyttet klubben på en bibeskæftigelseskontrakt, da han samtidig skulle tage en HHX-uddannelse. Som U19-spiller spillede Denius også kampe i Reserveligaen, ligesom han ofte blev udtaget til bruttotruppen, når Viborgs 1. hold skulle spille i Superligaen. 18. maj 2014 fik han debut i landets bedste række, da han i Viborg FFs udekamp på Blue Water Arena mod Esbjerg fB efter 71. minutter blev indskiftet i stedet for Wílton Figueiredo.
Sæsonen efter var Viborg rykket ned i 1. division, men det gav ikke meget mere spilletid på klubbens bedste hold for Sebastian Denius. Det blev til 30 minutters spilletid i en hjemmekamp den 17. august 2014 mod Skive IK, og 40 minutter på banen i en pokalkamp mod AGF tre dage efter. I alt sad han på bænken i ti 1. divisionskampe, uden at komme på banen. I januar 2015 blev Denius udlånt til barndomsklubben Kjellerup IF for resten af sæsonen, så han kunne få mere fast spilletid.
I 2015-16 sæsonen var Viborg tilbage i Superligaen, ligesom Sebastian Denius igen var tilbage i Viborg-truppen. De første spilleminutter kom i september, hvor han i to pokalkampe mod Boldklubben Marienlyst og Roskilde KFUM var på banen i samlet én time. Han scorede ét mål i 5-1 sejren over Marienlyst. I slutningen af oktober spillede han hele kampen, da Viborg blev slået ud af pokalturneringen på udebane af Skive IK.
Første gang han var i truppen til en superligakamp var 4. oktober 2015, da han så hele kampen mod F.C. København i Parken fra bænken. I den sæson sad Denius på bænken i syv kampe uden at komme på banen, og det blev kun til én indskiftning, da han 8. maj 2016 på Energi Viborg Arena fik de sidste to minutter i kampen mod AaB, som afløser for Jonas Kamper.
Da sæsonen var slut, ønskede Sebastian Denius at få sin kontrakt med Viborg FF ophævet, da han ønskede at finde en klub hvor han kunne få fast spilletid. Spillerens ønske blev eftergivet af direktør Morten Jensen, og i slutningen af juli 2016 var Denius fritstillet.

### Kjellerup IF
Efter ophævelse af kontrakten med Viborg, lavede Sebastian Denius i august 2016 en amatøraftale med Kjellerup IF, som netop var vendt tilbage til 2. division, efter en oprykning fra Danmarksserien.

### Skive IK
I juli 2018 blev det offentliggjort, at Denius skiftede til Skive IK på en etårig kontrakt gældende frem til sommeren 2019. I juni 2019 skrev han under på en etårig forlængelse af sin kontrakt.